# بابيت كول

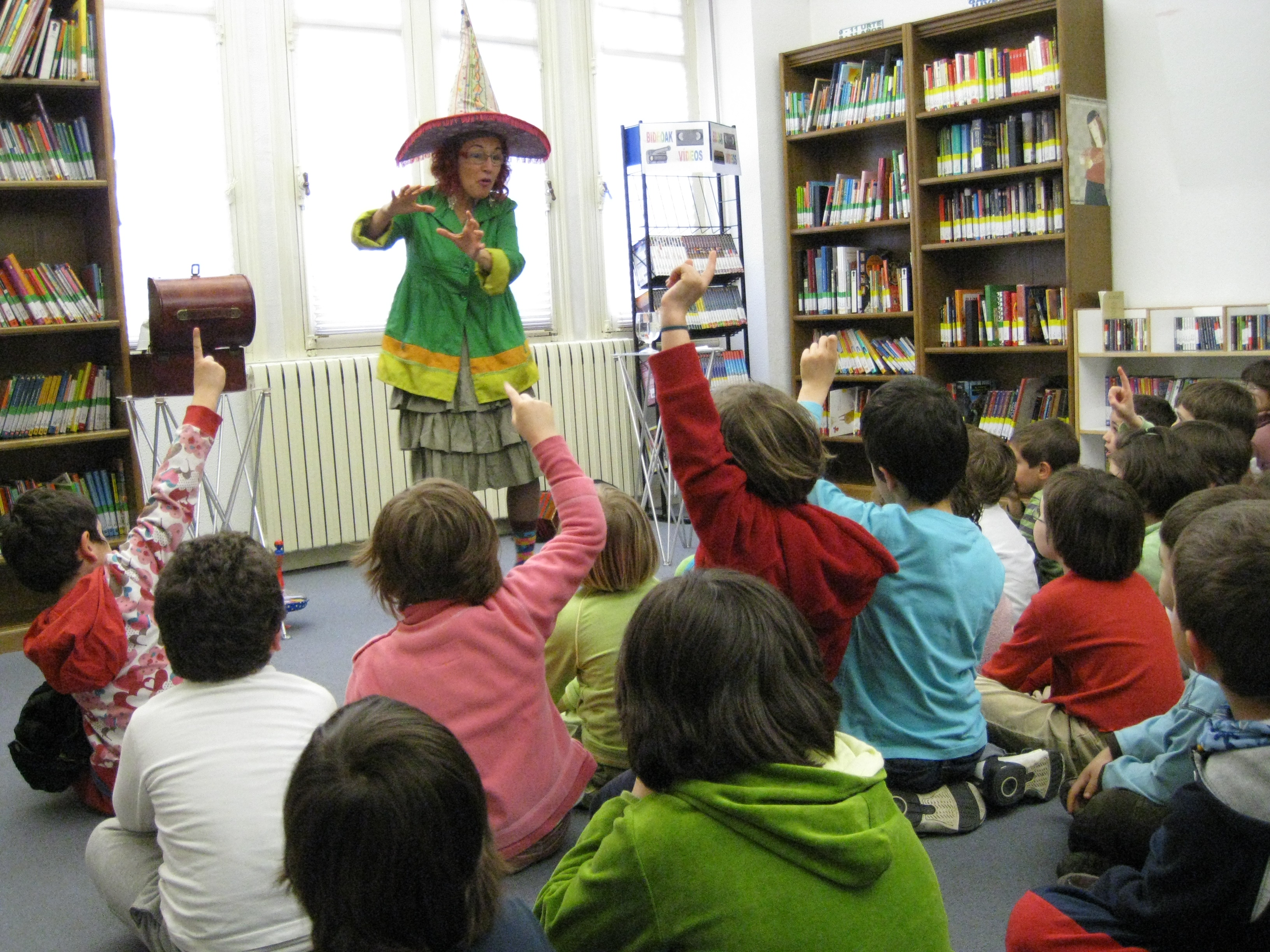
راوية قصص الأطفال

بابيت كول (بالإنجليزية: Babette Cole) هي رسامة توضيحية وكاتِبة بريطانية، ولدت في 10 سبتمبر 1949 في جيرزي، وتوفيت في 15 يناير 2017 في ديفون في المملكة المتحدة.

## وصلات خارجية
- الموقع الرسمي